# Glostruplisten
Glostruplisten er en borgerlig politisk lokalliste i Glostrup Kommune, som blev stiftet i 1981. Listen har opnået valg til kommunalbestyrelsen i Glostrup Kommune fire gange siden stiftelsen – i 1981, 1997, 2001 og 2009.
Listens stifter og frontfigur er Ove Bjerregaard-Madsen, som er den eneste af listens kandidater, der har opnået valg til kommunalbestyrelsen. Efter kommunalvalget i 2009 oplevede Glostruplisten for første gang at tilhøre flertalsgruppen i kommunalbestyrelsen, og Bjerregaard-Madsen blev formand for kommunens beskæftigelsesudvalg.
Ved valget i 2013 mistede Glostruplisten sin repræsentation i byrådet.